# 杉谷雪樵
杉谷 雪樵（すぎたに せっしょう、文政10年9月26日（1827年11月15日） - 明治28年（1895年）8月4日）は、幕末から明治時代中期の日本画家。雪舟の流れを汲む雲谷派支流で、熊本藩の御用を務める矢野派に属する、熊本藩最後の御用絵師。晩年は上京して日本美術協会などで活躍、熊本における近代日本画家の先駆と評される。

## 伝記
現在の熊本市坪井裏鳥町で、杉谷行直の長男として生まれる。幼名は市（一）太郎。、号におよそ幕末期に用いた洞庭子など。父・行直はもともと鬢付油を扱う商家の出だったが、画業を志して、藩のお抱え絵師で当時の矢野派の中心的存在の一人・遠藤良行に入門、やがてお抱え絵師になった。父や主家筋に当たる矢野家六代目・良敬に画を学ぶ。伝記では、幼少期父が持っていた雪舟の画稿を手本に運筆を学んだとされる。しかし、現存する約1500点を数える画稿類を見ると、名手と呼ばれた先代矢野家当主・良勝の模写が多く、また当時細川家に所蔵されていた呂紀などの中国絵画に学んでいた様子が窺える。天保12年（1841年）頃から師から一字取って、敬時と名乗る。弘化2年(1845年）父が亡くなったため、杉谷家を継ぐ。安政3年（1856年）松井家10代当主・松井章之の江戸参府に随行、この旅が大きな転機となる。旅の中で写生を重ねると共に、見聞を広げ京都の四条派に心を動かされ、その帰途の大坂遊び、森一鳳の作品に感銘を受け、自らの画風を四条派に近づけようとしたという。後にこの体験をもとに初期の代表作「道中風景図巻」を描き、以後雪樵の号を名乗る。
明治維新以後は、他の御用絵師等と同様貧困に喘いだと言われるが、現存資料を見るとそうとも言い切れない。秩禄処分まではそれなりに安定した収入があり、その後も細川家や松井家からの仕事があったらしく、現在も永青文庫や松井文庫に多くの作品が残る。西南戦争で焼けたと言われる画稿類も、先述の通り多く現存している。明治初期には酷評していた南画も、後には「一つ南画を書いてみようかと言って」しばしば余興で手掛けている。更に、雪樵が他人に金銭を貸していたことを示す証文も残っている
明治20年（1887年）頃上京し、細川家に寄宿しながら画作をこなした。細川家の厚遇もあって画名は高まり、明治25年（1992年）に会員になった日本美術協会でしばしば褒状を受け、御用画の命を賜った。明治28年（1895年）の第四回内国勧業博覧会でも、「水墨山水図」で一等褒状を受ける。一方、松平春嶽の六女里子の絵画指導もしている。そして、明治28年東京の細川邸で、御用画揮毫中に亡くなったという。向島百花園には、今も杉谷雪樵芦雁画碑が残る。後に藤岡作太郎『近世絵画伝』では、地方における大家として足利の田崎草雲と共に高く評価している。現存する作品は、東京と熊本を中心に少なくとも150件以上、熊本県内を悉皆的に調査すればもっと見つかると推測される。展覧会出品作は山水画が多く、これは雪樵自身が得意とした画題であったというのみならず、雪舟派としての自己の評価を自他共意識していたと見られる。弟子に、近藤樵仙など。
又ひ孫には、洋画家の安徳 瑛がいる。

## 代表作
| 作品名               | 技法         | 形状・員数        | 寸法（縦x横cm）   | 所有者                                              | 年代                         | 落款・印章                                               | 備考 |
| -------------------- | ------------ | ----------------- | ----------------- | --------------------------------------------------- | ---------------------------- | -------------------------------------------------------- | --- |
| 道中風景図巻         | 絹本著色     | 全12巻            |                   | 松井文庫                                            | 1863-66年（文久3年-慶応2年） |                                                          | |
| 一日亭春秋真景図屏風 | 紙本著色     | 六曲一双          |                   | 松井文庫                                            | 幕末期                       | 無款                                                     | 熊本城二の丸にあった松井家の屋敷・一日亭を描いた作。 |
| 七滝瀑布図           |              | 額1面             |                   | 永青文庫（熊本県立美術館寄託）                      | 幕末期                       |                                                          | |
| 草廬三顧図           | 紙本著色     | 1幅               |                   | 熊本県立美術館                                      | 幕末期                       |                                                          | |
| 恵比寿図             | 紙本墨画淡彩 | 1幅               |                   | 熊本県立美術館                                      | 明治前期                     |                                                          | |
| 銀鶏図               | 絹本著色     | 1幅               | 132.2x51.4        | 熊本県立美術館                                      | 明治前期                     |                                                          | |
| 草蘆三顧図屏風       | 紙本墨画淡彩 | 六曲一隻          | 各127.7x261.4     | 八代市立博物館・未来の森ミュージアム                | 1882年（明治15年）           | 款記「壬午仲冬 雪樵」/「敬時」白文方印・「雪樵」朱文方印 | |
| 日蓮聖人涅槃図       | 紙本著色     | 1幅               |                   | 久遠寺                                              | 1884年（明治17年）           |                                                          | 八代市の本成寺から久遠寺へ奉納。本図は現在も毎年10月10日から13日に催される、蓮聖人涅槃会で使用される。                                                                         |
| 熊本城図             | 絹本著色     | 絵馬1面           | 84.1x181.2        | 佐敷諏訪神社                                        | 1884年（明治17年）           | 款記「雪樵」                                             | |
| 草廬三顧図           | 紙本墨画     | 双幅              | 110.3x47.0        | 熊本県立美術館                                      | 1885年（明治18年）           |                                                          | |
| 花鳥図               | 絹本著色     | 1幅               |                   | 三の丸尚蔵館                                        | 1888年（明治21年）           |                                                          | 第二回東洋絵画共進会出品・宮内省買上 |
| 雪樵画帖             | 絹本著色     | 上下2冊全50図     | 40.9x50.6（各）   | 三の丸尚蔵館                                        | 1892年（明治25年）           | 款記「雪樵杉谷敬時謹画」                                 | |
| 山水図               | 絹本墨画     | 1幅               |                   | 東京国立博物館                                      | 1893年（明治26年）           |                                                          | シカゴ・コロンブス万国博覧会出品作 |
| 大納言公任捧梅花図   | 絹本銀地著色 | 六曲一双          | 164.0x368.0（各） | 御物                                                | 1894年（明治27年）           |                                                          | 『和漢朗詠集』にみえる「しらしらし 白けたる年 月かげに 雪かき分けて 梅の花折る」に取材。裏面は、酒井道一筆「四季草花図」。有栖川宮熾仁親王をはじめ、各親王同妃ご一同より献上。 |
| 鶴図屏風             | 紙本著色     | 六曲一双          | 154.4x343.6（各） | 永青文庫                                            | 明治時代中期                 | 款記「雪樵」                                             | |
| 四季花鳥図屏風       | 著色         | 六曲一双          |                   | 永青文庫（熊本県立美術館寄託）                      | 明治時代中期                 |                                                          | |
| 旧細川邸杉戸絵       | 板絵著色     | 13枚23面 16枚26面 |                   | 前者は世田谷区烏山の幸龍寺 後者は杉並区梅里・真盛寺 | 1892年（明治25年）           |                                                          | |
| 秋景鹿図屏風         | 著色         | 二曲一隻          |                   | 越葵文庫（福井市立郷土歴史博物館保管）              | 明治時代                     |                                                          | |